# Sant'Ugo (titolo cardinalizio)
Sant'Ugo (in latino Titulus Sancti Hugonis) è un titolo cardinalizio istituito da papa Giovanni Paolo II il 26 novembre 1994, che insiste sulla chiesa di Sant'Ugo, nella zona Castel Giubileo, sede parrocchiale istituita il 28 ottobre 1985.
Dal 26 novembre 1994 il titolare è il cardinale Emmanuel Wamala, arcivescovo emerito di Kampala.

## Titolari
- Emmanuel Wamala, dal 26 novembre 1994